# Kenza Braiga
 (février 2013).
Si vous disposez d'ouvrages ou d'articles de référence ou si vous connaissez des sites web de qualité traitant du thème abordé ici, merci de compléter l'article en donnant les références utiles à sa vérifiabilité et en les liant à la section « Notes et références ».
Manal Braiga plus connue sous le nom de Kenza Braiga, née le 13 novembre 1976 à Bagdad en Irak, d'un père irakien et d'une mère algérienne, est principalement connue pour avoir participé à la première saison de Loft Story.

## Biographie
Manal Braiga et sa famille (à l'exception de son père) quittent l'Irak en 1991 pour fuir la guerre du Golfe. 
En 2001, elle se fait connaître en France en participant à Loft Story, première téléréalité française, où elle ne reste que trois semaines. Les images tournées par les équipes de l'émission à sa sortie du loft la montrent être insultée et victime de jets d'objets, avant que la production ne revienne brutalement en plateau, sans transition. Après cette exposition médiatique, elle continue à exercer dans le domaine radiophonique et anime plusieurs émissions sur différentes radios.
En 2002 elle présente l'émission Le Boudoir sur le câble, dans laquelle elle reçoit dans un salon de thé des artistes divers.
Entre 2003 et 2004, elle présente plus de 200 émissions sur Radio Orient. Cette émission quotidienne, intitulée 100 % femmes, reçoit des auteurs, des journalistes, sociologues, médecins généralistes et spécialistes, mais aussi des artistes ou des personnalités, autour de thèmes liés à la femme ou à leurs conditions.
Entre 2007 et 2009, elle présente l'émission quotidienne Féminin Singulier sur l'antenne de Parenthèse Radio.
En 2009, elle est à l'antenne de France Bleu sur laquelle elle présente le 12 h 30-14 h, de juillet et août. Depuis octobre 2009, elle anime différentes locales de France Bleu.
Elle participe au jeu 1 contre 100 présenté par Benjamin Castaldi avec 99 autres célébrités lors d'une spéciale "Célébrités".
En juin 2011, avec d'autres anciens candidats de téléréalité, elle participe au single Love is Love au profit du Fonds de Dotation Sœur Marguerite, qui soutient l'enseignement primaire gratuit auprès des exclus du système scolaire. La chanson est accompagnée d'un clip marqué par la présence de sœur Marguerite.
Le 14 juin 2013, elle est invitée, avec Karine et Félicien, en tant qu'ancienne candidate de Loft Story, à Touche pas à mes années 2000, un prime spécial de l'émission Touche pas à mon poste. Elle avoue avoir eu une relation amoureuse avec Jean-Michel Maire, chroniqueur de l'émission.
En janvier 2014, elle publie son sixième ouvrage intitulé Petit traité de l'infidélité. Pour la promotion du livre, Farid Dms Debah réalise trois courts-métrages sur l'infidélité avec des comédiens tels que Pierre-Alain de Garrigues et Annabelle Milot.
Elle écrit régulièrement dans les magazines Le Courrier de l'Atlas et Gazelle Magazine, dans lesquelles elle réalise des interviews de personnalités mais aussi des enquêtes et sujets de sociétés. Parallèlement, elle présente des interviews vidéos sur le site de Gazelle Magazine en partenariat avec Beur FM TV.
Le 10 novembre 2014, elle intègre Radio France et présente la matinale de France Bleu Sud Lorraine à Nancy, qu'elle a ensuite arrêté, en bons termes, le 28 novembre 2014, ne se sentant pas en phase avec l'esprit de cette matinale.
Elle s'adonne à la photographie depuis 2013. Le 7 avril 2016, elle présente sa première exposition, principalement constituée d'une soixantaine de clichés noir et blanc, à la Galerie Joseph à Paris.

## Publications
- Un jour j'ai quitté Bagdad (2003)
- J'ai deux amours (2004)
- Deux femmes en colère : Juive ou musulmane, citoyennes et libres (2006) - avec Olivia Cattan
- Filles indignes ! Maman on s'aime, je te déteste (2008)
- Je suis arabe… et je m'en sors ! (2010)
- Petit traité de l’infidélité (2014)